# Laura Piranesi
Laura Piranesi (* um 1755 in Rom; † 1785 ebenda) war eine italienische Graphikerin.
Sie war die erstgeborene Tochter Giovanni Battista Piranesis und seine Schülerin. Sie fertigte Radierungen mit Ansichten Roms nach Vorlagen ihres Vaters.

## Auswahl Werke

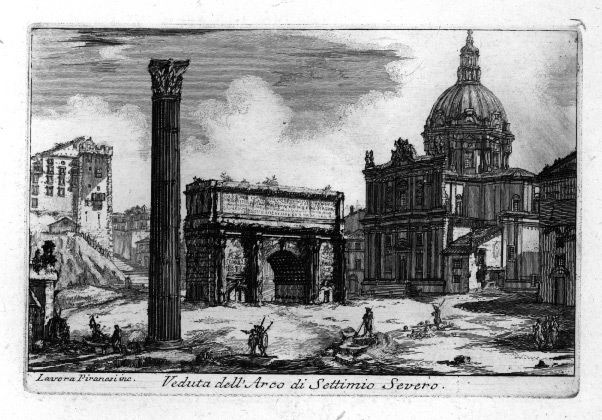
Veduta dell'Arco di Settimio Severo
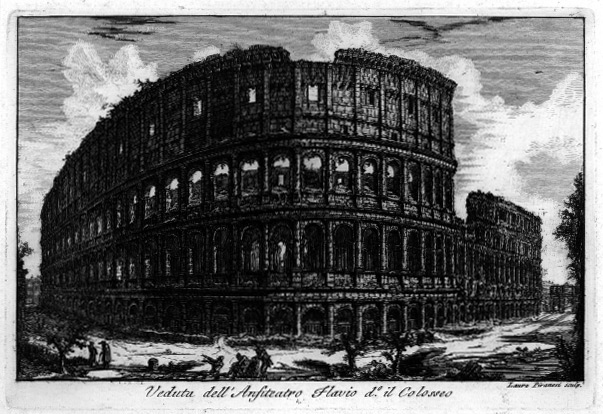
Veduta dell'Anfiteatro Flavio d.o il Colosseo
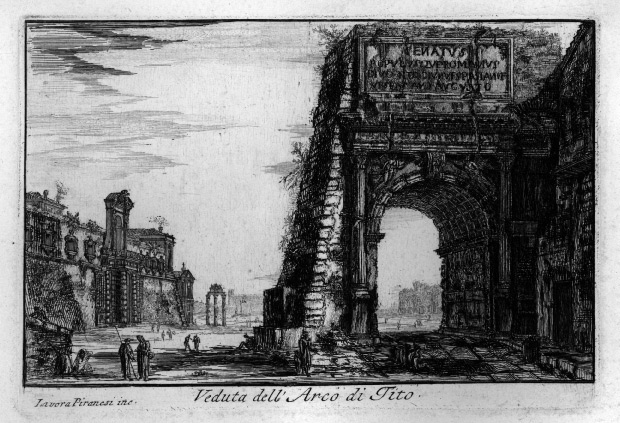
Veduta dell'Arco di Tito
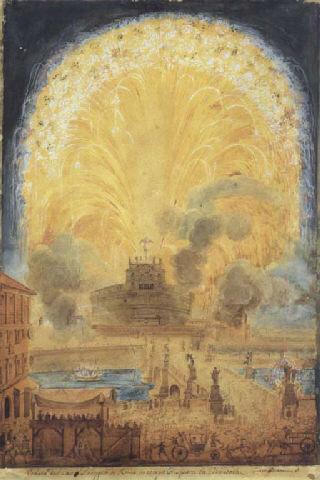
La girandola a Castel Sant' Angelo

## Ausgaben
- Giovanni Battista, Laura, Francesco und Pietro Piranesi: sämtliche Radierungen bearbeitet von Corinna Höper und Susanne Grötz, Verlag und Datenbank für Geisteswissenschaften (VDG), Weimar 2003. CD-ROM. ISBN 3-89739-376-X